# Vals (Tirol)
Vals [fals] ist eine Gemeinde mit 528 Einwohnern (Stand 1. Jänner 2024) im Bezirk Innsbruck-Land in Tirol (Österreich). Die Gemeinde liegt im Gerichtsbezirk Innsbruck.

## Geografie
Vals umfasst das gesamte sechs Kilometer lange Valsertal, das sich bei St. Jodok mit dem Schmirntal vereint und bei Stafflach in das Wipptal mündet. Ebenfalls zu Vals zählt Padaun.
Das Gemeindegebiet reicht dabei bis zum Tuxer Hauptkamm auf eine Höhe von über 3000 m. Im Südosten bildet die Gemeinde zugleich die Grenze nach Südtirol (Italien).
Das Tal wird westwärts vom Valser Bach durchflossen, der in St. Jodok von rechts den Schmirnbach aufnimmt und bei Stafflach von rechts in die nordwärts dem Inn zufließende Sill mündet.
Hauptort ist St. Jodok, dessen gleichnamige nördliche Hälfte allerdings zur Gemeinde Schmirn gehört. Bei St. Jodok gewinnt die Brennerbahn mit einer Schleife an Höhe.

### Nachbargemeinden
Drei der fünf Nachbargemeinden liegen im Bezirk Innsbruck-Land, je eine im Bezirk Schwaz bzw. in Südtirol.
| Steinach am Brenner | Schmirn                                     |                            |
| Gries am Brenner    | Kompassrose, die auf Nachbargemeinden zeigt | Finkenberg (Bezirk Schwaz) |
| Gries am Brenner    | Pfitsch (Südtirol)                          |                            |

## Geschichte
Die erste urkundliche Erwähnung findet sich 1313 als „Valles“.
Der Name leitet sich von vallis (lat. für Tal) ab, da das Gebiet einst von romanisch sprechenden Bauern des Wipptals als Almgebiet genutzt wurde.
Im Mittelalter wurde im Valser Tal Marmor abgebaut, unter anderem stammen die Böden der Hofburg in Innsbruck und des Innsbrucker Doms von hier.
1809 war Vals Kampfgebiet im Zuge der Schlacht am Bergisel.
1942 wurde das gesamte Tal unter Naturschutz gestellt, 2001 erfolgte eine Neuverordnung von 35,19 km² des hinteren Valsertales als Natura 2000-Gebiet.
In der Zeit des Nationalsozialismus wurden in Vals Kriegsgefangene und Zwangsarbeiter für den geplanten Abbau von Molybdän bis auf 2950 m Seehöhe nahe der Alpeiner Scharte eingesetzt und viele starben dabei. Dazu wurden dort Zwangsarbeiterlager errichtet. Der Abbau von Molybdän gelang nicht.

### Felssturz
Am 24. Dezember 2017 ereignete sich ab 18:17 Uhr MEZ ein mehrere 10.000 Tonnen Felsgestein umfassender Felssturz, der vom nördlichen Talhang abbrach und zusammen mit mitgerissenen Erdmassen und Baumstämmen die Valser Landesstraße (L 230) im Bereich Wiesle auf einer Länge von 150 m meterhoch verschüttete. Der fragliche Abschnitt () beginnt wenige Meter westlich des Jörglerhofs und läuft talauswärts. Wohngebäude wurden nicht berührt, waren jedoch von aufgewirbeltem Staub betroffen. Die Ausläufer der Sturzmassen gelangten bis in das Bett des Valserbachs, Staubniederschlag färbte die Schneeoberfläche bis zu 150 m weit grau. Infolge der zunächst unklaren weiteren Gefährdungslage wurden 12 Gebäude mit 36 Bewohnern im Bereich Tummelers Sand vorläufig evakuiert, konnten jedoch bis auf drei Gebäude bereits am Folgetag wieder freigegeben werden. Da sich ein Spalt in der Abbruchzone im Laufe des 25. Dezembers weitete, ist mit weiteren Rutschungen zu rechnen. Vom Jörglerhof bis Talschluss waren etwa 70 Personen landesstraßenmäßig abgeschnitten, jedoch über einen Wirtschaftsweg erreichbar. Eine Umfahrung des gesperrten Straßenabschnitts der L 230 wurde mit 26. Dezember eingerichtet, kann jedoch bei entsprechenden Schneeverhältnissen voraussichtlich von Lawinengefahr betroffen sein.
Nachdem das Bundesheer im Jänner 160 Panzerigel als Steinschlagschutz für zwei Häuser im Ortsteil Unterwiese und für den dortigen Abschnitt der Landesstraße aufgestellt hatte, konnte um den 18. Jänner der Assistenzeinsatz beendet werden. Alle Bewohner konnten wieder in ihre Häuser zurückkehren und der zuvor gesperrte Abschnitt der Landesstraße bis zum Abzweig Padaun freigegeben werden. Es ist geplant, in den Jahren 2020/21 die Anbruchverbauung zu errichten. Vorrangig ist, dass die Straße verlegt wird und Schutzdämme errichtet werden; damit soll es mehr Schutz gegen Lawinen und Steinschlag geben.

### Explosion einer Bombe aus dem Weltkrieg
Am 5. August 2023 explodierte in Vals eine geschätzt zumindest 250 kg schwere Bombe in einem Feld. Es entstand ein Krater von etwa 10 m Durchmesser und 3 m Tiefe. Im Zweiten Weltkrieg ist hier die Brennerbahn von Flugzeugen aus bombardiert worden. Ein Langzeitzünder könnte durch Hangbewegung infolge starken Regens aktiviert worden sein.

## Kultur und Sehenswürdigkeiten

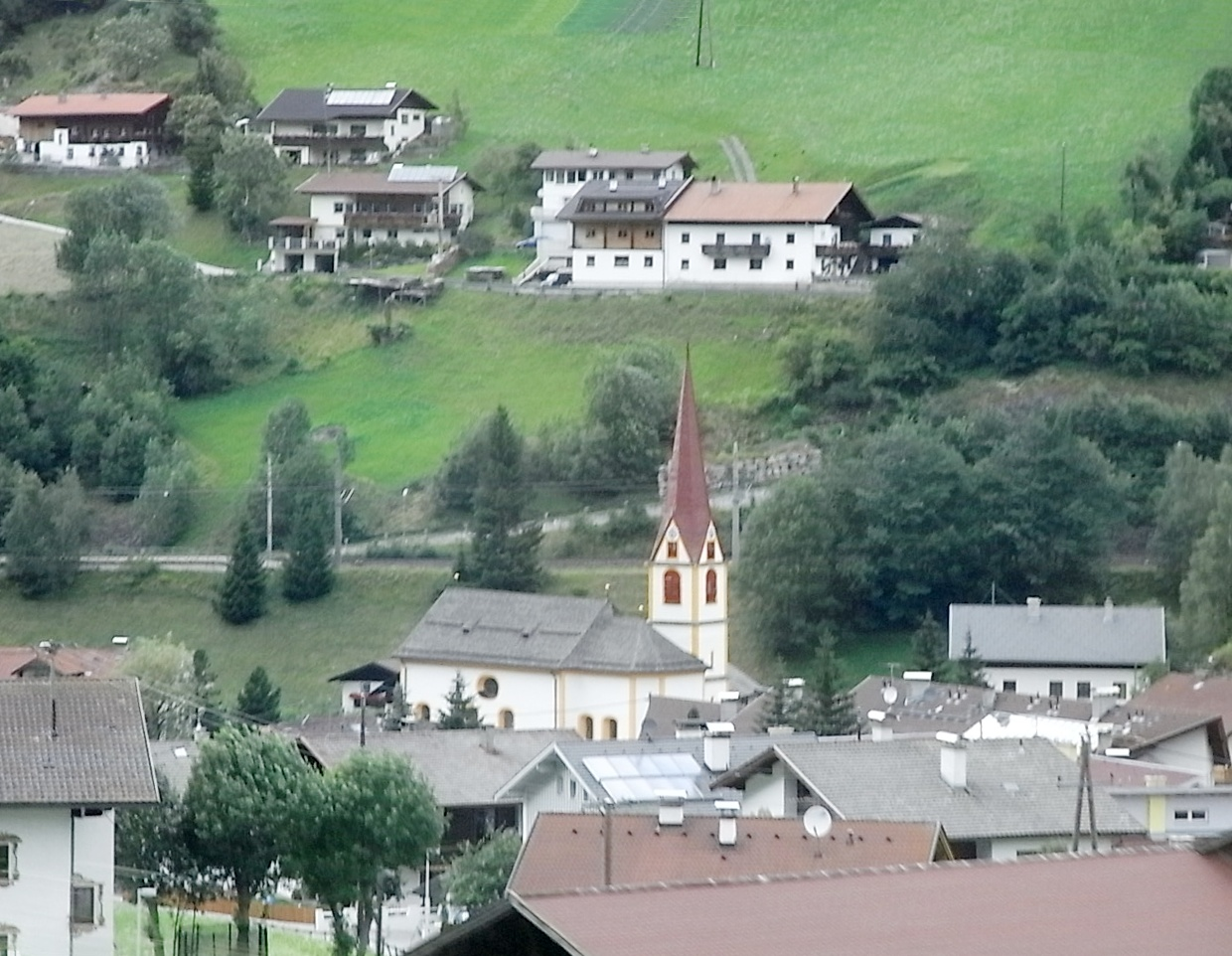
Pfarrkirche St. Jodok am Brenner

- Katholische Pfarrkirche St. Jodok am Brenner

## Tourismus
Das Valsertal mit St. Jodok am Brenner gehört zum Verbandsgebiet des Tourismusverbandes Wipptal. Mit dem Naturschutzgebiet Natura 2000 am Talende blieb das Valsertal eines der unberührtesten Seitentäler des Wipptals. Seit 2012 gehört Vals mit St. Jodok zu den Österreichischen Bergsteigerdörfern, einer Initiative des Alpenvereins Österreichs zur Förderung des nachhaltigen Tourismus. Durch den Bahnhof in St. Jodok ist Vals auch gut mit öffentlichen Verkehrsmitteln erreichbar.
Außerdem ist Vals gemeinsam mit Schmirn Teil der Genussregion „Nordtiroler Grauvieh Almochs“ mit qualitativ hochwertigem Rindfleisch, das in einigen Gasthäusern angeboten wird.
In Vals gibt es nur ein kleines Bergsteigerhotel in St. Jodok, den Gasthof Steckholzer und ein paar wenige Privatvermieter als Unterkunftsmöglichkeit.

### Sommer
Im Sommer gibt es zahlreiche Wandermöglichkeiten. Die Jausenstation Touristenrast am Ende des Valsertales ist Ausgangspunkt der „Peter Habeler Runde“, einer mittelschweren Hüttentour mit 6 Etappen rund um den Olperer (3.476 m). Auf Initiative einiger Bergbauern wurde im Valsertal die Schule der Alm gegründet, in der Interessierten die Tätigkeiten auf einer Alm und im Bergmahd näher gebracht werden.
In St. Jodok befindet sich der Peter Kofler Klettersteig (Schwierigkeit C - mittel) in der Stafflacher Wand und im hinteren Valsertal gibt es Möglichkeiten zum Bouldern, Sportklettern (Fußstein) und Eisklettern.

### Winter
Es gibt einen kleinen Übungslift, den die Gemeinde betreibt, und zwei Naturrodelbahnen (Schwarzer Brunnen, Padaun) sowie eine Langlaufloipe im hinteren Talkessel. Das Gebiet rund um die Vennspitze mit Silleskogel ist ein beliebtes Skitourenareal, und der Padauner Kogel ist mit den Schneeschuhen ein lohnendes Ziel. In St. Jodok gibt es einen wettkampftauglichen Eislaufplatz, der in den Ferien abends beleuchtet ist.

## Politik
Die letzten Bürgermeister- und Gemeinderatswahlen fanden am 27. Februar 2022 statt.
Klaus Ungerank (Alternative Vals-St. Jodok) wurde bereits zum 5. Mal in Folge zum Bürgermeister und Nikolaus Schmölzer (Allgemeine Liste) das 1. Mal zum Vizebürgermeister gewählt.
| Partei                                          | Stimmenanteil | Stimmen | Sitze |
| ----------------------------------------------- | ------------- | ------- | ----- |
| Alternative Vals-St. Jodok, Bgm. Klaus Ungerank | 48,54 %       | 183     | 5     |
| Allgemeine Liste                                | 51,46 %       | 194     | 6     |
| Summen                                          | 100,00 %      | 377     | 11    |

### Wappen
Blasonierung:
„In Rot eine gestürzte halbe schwarze Spitze mit einer goldenen Krone.“
Das Wappen besteht aus einem stilisierten V, das die Struktur des Tales symbolisiert, sowie der Krone des heiligen Jodok.

## Filme
- Vals – Der Film von Anita Lackenberger wurde 2014 an exponierten Stellen des Ortes gedreht.